# Nicole Scherzinger
Nicole Prescovia Elikolani Valiente Scherzinger (cunoscută și sub numele de Nicole Kea; n. 29 iunie 1978, Hawaii, SUA) este o cântăreață de pop, compozitoare, dansatoare și actriță americană. În 2001 a câștigat prima ediție de Popstars și a devenit una dintre membrele formației Eden's Crush. După despărțirea lor, Scherzinger a participat la câteva proiecte muzicale sub numele de „Nicole Kea”. În 2003 s-a alăturat grupului Pussycat Dolls, devenind vocea principală. Acesta a fost nominalizat la Premiile Grammy la categoria „Cea mai bună interpretare vocală a unui duet sau grup” pentru piesa „Stickwitu”. De pe albumul de debut, PCD, au fost lansate cinci cântece, cel mai bine clasat în topuri fiind „Don't Cha”. Al doilea material discografic, Doll Domination, a fost lansat pe 19 septembrie 2008, cel mai nou single al grupului fiind „Jai Ho (You Are My Destiny)”.
Scherzinger și-a amânat lansarea albumului solo din cauza insuccesului comercial pe care le-au avut cele patru piese lansate în America de Nord. Totuși, „Baby Love” a activat destul de bine în clasamentele din Europa și a primit recenzii pozitive din partea criticilor muzicali. Momentan, cântăreața lucrează la alte piese și încă nu a fost anunțată o dată oficială a lansării materialului discografic. Scherzinger este o altistă întâi (mai aproape de mezzosoprană).

## Copilăria. Studii
Scherzinger s-a născut în Honolulu, Hawaii și are origini filipinezo-ruso-hawaiiene. Mama sa,Rosemary, dansatoare profesionistă de hula, a divorțat de tatăl biologic al interpretei când aceasta avea vârsta de 6 ani. Cele două s-au mutat împreună cu Ke'ala, sora sa și cu tatăl vitreg de origine germano-americană, Gary Scherzinger, în Louisville, Kentucky. Cântăreața declară că a fost crescută ca o romano-catolică conservatoare, bunicul ei fiind predicator.
Scherzinger a câștigat concursul din 1996 „Kentucky State Fair's Coca-Cola Talent Classic”. A studiat la Youth Performing Arts School din cadrul duPont Manual High School și a jucat pe scenele de teatru alături de Actors Theatre of Louisville. A lucrat o vreme ca model, apărând în diverse campanii locale. După terminarea liceului, cântăreața a urmat cursurile Universității de Stat Wright, abandonând studiile în 1999 pentru a asigura vocea de fundal pentru formația rock Days of the New.

## Primii ani de carieră
Travis Meeks, solistul grupului, a dorit la început ca Scherzinger să interpreteze alături de Days of the New câteva piese. După înregistrarea câtorva variante demo împreună cu acesta, Scherzinger a fost cooptată pentru al doilea album al formației ce a fost lansat în 1999. Ulterior, cântăreața a colaborat cu Barry Drake de la F.O.B pentru două piese ce au apărut în 2001.
În același an, Scherzinger a concurat în cadrul primului sezon din Popstars, emisiune difuzată la televiziunea americană The WB, unde a câștigat un loc în grupul pop Eden`s Crush. Cu piesa „Get Over Yourself (Goodbye)” au devenit prima formație feminină ce a debutat pe primul loc în clasamentul vânzărilor din S.U.A,. Cântecul a ajuns pe locul 8 în Billboard Hot 100. „Love This Way” a fost ales ca și al doilea single de pe albumul lor de debut, Popstars, dar casa lor de discuri, Sire-London Records, a dat faliment, astfel grupul dezmembrându-se după un an de la lansare., Despre perioada petrecută alături de componentele grupului Eden's Crush, Scherzinger a declarat într-un interviu din 2007:
| “ | ...Era un iad... Eram în formație alături de alte cinci fete și fiecare zi reprezenta o tortură pentru mine. Apăream la TV mereu și atmosfera era îngrozitoare... În fiecare zi plângeam foarte mult. Grupul trebuia să reprezinte distracție și frivolitate, dar în realitate era mizerabil... Eram prea sensibilă atunci, dar am devenit mai puternică. Nu puteam să ajung membră în Pussycat Dolls dacă nu treceam prin această experiență cu Crush. | ” |

Scherzinger a avut câteva apariții solo sub numele de „Nicole Kea”, fiind prezentă în 2003 cu piesa Breakfast in Bed (cover după melodia celor de la UB40) pe coloana sonoră a filmului „50 First Dates”. În același an, Scherzinger a lucrat împreună cu Yoshiki, din trupa de rock japoneză X Japan, la proiectul acestuia, Violet UK. Cântăreața a interpretat live versiunea în limba engleză a piesei I'll Be Your Love, la Tokyo International Forum.

### Cariera alături de Pussycat Dolls

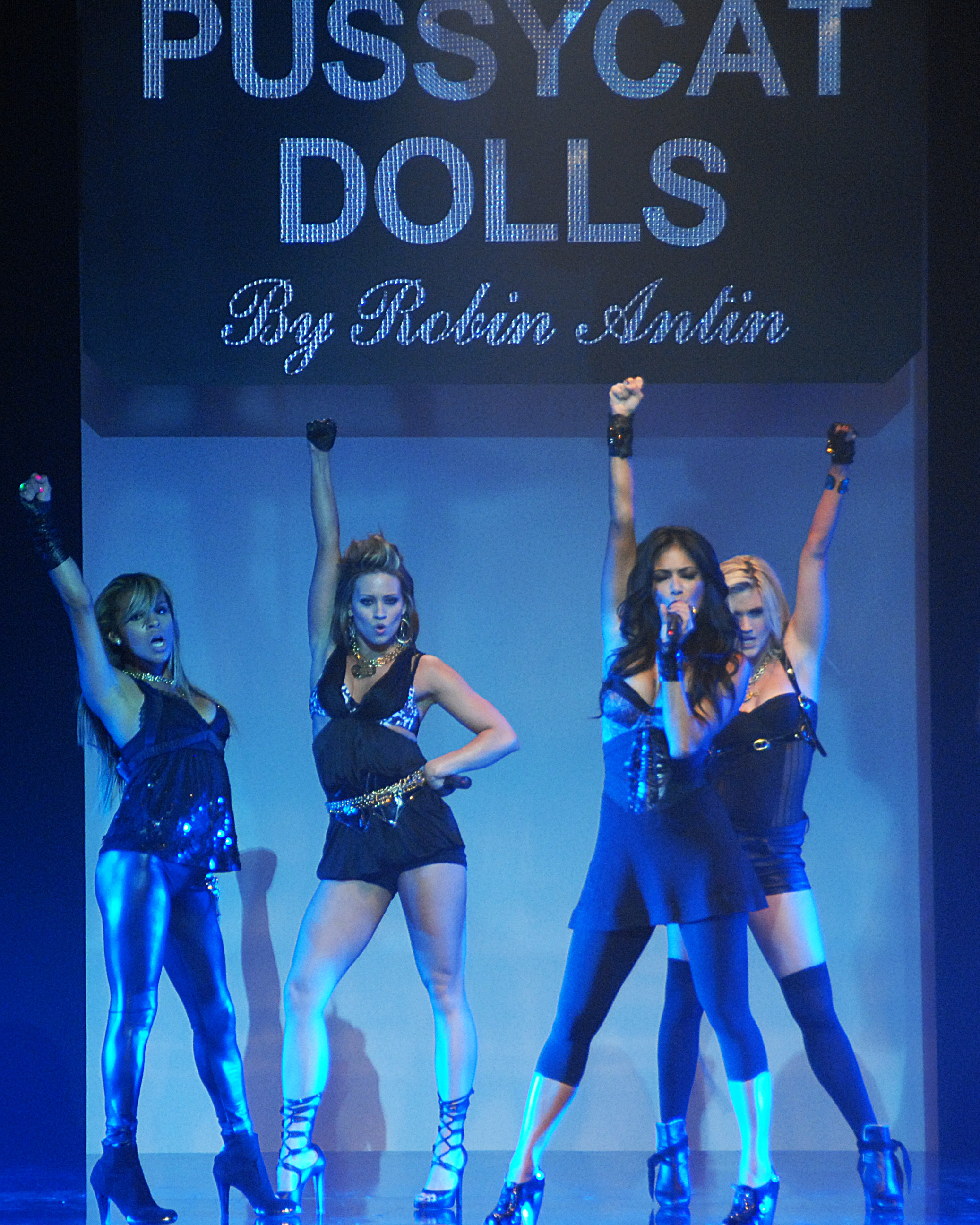
Pussycat Dolls în cadrul evenimentului Fashion Rocks ce a avut loc la Los Angeles pe 13 martie 2008

În iunie 2003 Scherzinger se alătură grupului Pussycat Dolls, care era in plin proces de schimbare a componenței în vederea lansării pe piața muzicală. Grupul a devenit unul de succes la nivel internațional, fiind alcătuit din Nicole Scherzinger, Melody Thornton, Jessica Sutta, Ashley Roberts, Kimberly Wyatt și Carmit Bachar. Cântecul „Don't Cha” a reprezentat debutul formației. Piesa s-a clasat pe prima poziție în clasamentele din 15 țări, iar celelalte lansări de pe primul lor album, PCD, „Sway”, „Stickwitu”, „Beep”, „Buttons”, „I Don't Need a Man” și „Wait a Minute”, au contribuit la comercializarea materialului discografic în peste șapte milioane de unități la nivel mondial. Scherzinger este vocea principală, Carmit Bachar și Melody Thornton contribuind într-o mai mică măsură din punct de vedere vocal pe album. Pentru al doilea single, Pussycat Dolls au fost nominalizate la premiile Grammy din 2007 la categoria „Cea mai bună interpretare vocală a unui duet sau grup”, dar au pierdut în fața cântecului „My Humps” al grupului The Black Eyed Peas.
Scherzinger este singura membră care a participat la compunerea câtorva piese de pe albumul PCD. Pentru „I Don't Need a Man”, interpreta a colaborat cu Kara DioGuardi și producătorul Rich Harrison, iar piesa „Buttons” a fost compusă împreună cu producătorul Sean Garrett și cu J. Perry. O altă colaborare cu DioGuardi, „Flirt”, a apărut ca și B-side al discului single „Stickwitu” și ca piesă bonus pe album.
Înainte de începerea înregistrărilor pentru cel de-al doilea album de studio, Carmit Bachar a părăsit formația pentru a începe o carieră solo. Primul cântec lansat de pe cel de-al doilea material discografic al grupului, Doll Domination, se numește „When I Grow Up”. Videoclipul piesei a fost nominalizat la 6 categorii în cadrul MTV Video Music Awards 2008, câștigând premiul pentru Cel mai bun dans într-un videoclip. Următorul single de pe album trebuia să fie „Whatcha Think About That” în colaborare cu Missy Elliot, dar a fost ales pentru promovare „I Hate This Part” în defavoarea acestuia. Grupul a reînregistrat cântecul „Jai Ho” de pe coloana sonoră a peliculei „Vagabondul milionar”, redenumindu-l „Jai Ho (You Are My Destiny)”. Ca și în cazul albumului precedent, Scherzinger a compus câteva cântece de pe Doll Domination.

## Cariera solo
Scherzinger a realizat mai multe duete alături de artiști precum Shaggy, Will Smith și Vittorio Grigolo. În 2006 a colaborat cu Avant la melodia „Lie About Us” și a compus și înregistrat împreună cu Sean John „Diddy” Combs piesa „Come to Me”, ce a reprezentat primul single extras de pe albumul rapperului, Press Play.

### 2006-2007
Scherzinger a lucrat timp de doi ani la albumul său de debut alături de producători cum ar fi will.i.am, Timbaland, Kara DioGuardi și Bryan-Michael Cox. Artista a declarat pe 17 martie 2007 într-un interviu în Winnipeg, Manitoba, că materialul discografic se va numi „Her Name is Nicole”. Inițial acesta a avut programată lansarea în 2007, dar a fost ulterior anulată, iar o dată oficială încă nu a fost anunțată. Robin Antin de la Interscope Records a confirmat într-un interviu faptul că albumul Doll Domination al trupei Pussycat Dolls va fi lansat întâi, iar mai apoi Her Name Is Nicole va apărea pe piață.
„Whatever U Like” a fost primul single lansat de pe album, piesa fiind o colaborare cu rapperul T.I.. Cântecul nu a avut un succes comercial, debutând pe locul 84 în Billboard Pop 100 și clasându-se doar pe locul 104 în Billboard Hot 100. În Euro 200, piesa a urcat până pe locul 84. Poziții mai bune le-a obținut în România (locul 10) și Bulgaria (locul10), iar în Canada poziția maximă atinsă a fost 57. About.com a descris cântecul ca fiind unul de club ce conține ritmuri amețitoare și sclipire de hip-hop. Pollow Da Don, producătorul piesei, a declarat că am fost surprins [de eșecul comercial al discului single]. Cred că a fost o problemă de sincronizare.
„Baby Love” (în colaborare cu will.i.am.) a fost lansat în septembrie 2007, la un interval de două luni după precedentul. Site-ul oficial al artistei se referă la acesta ca fiind primul single lansat de pe album. Entertainment Weekly l-a comparat cu „Irreplaceable”, cântecul interpretat de Beyoncé. Bill Lamb a asemănat piesa cu „Big Girls Don't Cry”, apreciind utilizarea subtilă și acustică a producției tehnice, dar și interpretarea cântecului
în registrele mediu și acut. „Baby Love” s-a clasat mai bine în topurile europene decât în cele nord-americane, reușind un loc 13 în clasamentul oficial european, și poziții de top 10 în țări ca: România (locul 9), Bulgaria (locul 4), Germania (locul 5) și Norvegia (locul 10),.
După insuccesul la capitolul vânzări al celor două piese, pe site-ul oficial al artistei fanii au avut ocazia să voteze și să decidă astfel care va fi următorul ei single. Piesele alese inițial au fost „Supervillian”, „Happily Never After”, „Who's Gonna Love You” și „Power's Out”. Însă pe 28 noiembrie 2007, „Puakenikeni” și „Physical” au luat locul melodiilor „Power's Out” și „Supervillian”. Pe 10 decembrie a apărut pe site-ul oficial informația că „Puakenikeni” va fi cel de-al treilea single, deoarece acesta a întrunit cele mai multe voturi, însă nu a beneficiat încă de o lansare internațională. Totuși, piesa a intrat în clasamentul oficial din Bulgaria, ajungând până pe locul 24 în cele 9 săptămâni de activitate în top.

### 2008
În 2008 Scherzinger a înregistrat alături de alți artiști o piesă compusă de will.i.am, intitulată „Yes We Can”, pentru a-l sprijini pe Barack Obama în campania electorală pentru președinția Statelor Unite ale Americii. În luna aprilie, cântăreața a făcut un cover după piesa „Rio” a celor de la Duran Duran ce a fost utilizat pentru campania publicitară a companiei Unilever. Un videoclip promoțional a fost filmat, iar melodia se găsește pe format digital începând din luna mai 2008. De asemenea, pe 5 septembrie Scherzinger a interpretat live alături de mai mulți căntărețe piesa folosită în scopuri caritabile „Just Stand Up”, aceasta fiind ultima apariție solo a sa înaintea începerii noului turneu alături de Pussycat Dolls.
În septembrie 2008, Scherzinger a anunțat amânarea lansării albumului său solo, declarând: „În ciuda a ce ar putea unii oameni să scrie, a fost decizia mea. Chiar am adăugat câteva din piesele mele pe noul album Pussycat Dolls, Doll Domination. Totul se leagă de sincronizare. Cred că va apărea anul viitor și va coexista frumos împreună cu albumul formației. Este complet diferit față de „Baby Love” și „Whatever U Like” și încă lucrez la el - așa se întâmplă când ești perfecționist”.

## 2010-prezent:Killer Love
În Noiembrie 2010, artista a lansat primul său single de pe albumul său de debut Killer Love , intitulat Poison,piesa compusă de celebrul RedOne , aceasta ajungând în top 5 în UK. În Martie 2011, al doilea său single, intitulat Don't Hold Your Breath, a luat cu asalt radiourile din Europa, ajungând pe primul loc în Marea Britanie,acesta oferind un teaser al albumului ce a fost lansat mai târziu, în aceiași lună. După ce al doilea single a ajuns numărul 1 în UK, Nicole a anunțat că albumul său de debut va fi lansat și în SUA , într-o altă versiune, cu alte piese decât versiunea europeană. În luna mai, cel de al treilea single de pe Killer Love,a fost lansat în UK într-o variantă solo , acesta fiind lansat și în SUA , într-un remix featuring 50 Cent,ca prim single , în ambele cazuri piesa ajungând în Top 5. Cel de-al patrulea single european a fost piesa Wet, o piesă ritmată compusă de Stargate și Ester Dean, cunoscuți pentru piesele compuse pentru Rihanna ,Beyonce și Ne-Yo. Din păcate, faptul că Nicole a acceptat un post în juriul din ediția americană a celebrului show X Factor, promovarea ultimului single a lăsat de dorit , acesta ajungând în top 20 în UK. În același timp , cel de-al doilea single european ,Don't Hold Your Breath, a fost trimis pe posturile de radio din America, ca al doilea single. În toamna anului 2011, Nicole Scherzinger a lansat o versiune deluxe a albumului său , acesta conținând 4 piese extra. Versiunea americană a albumului va fi lansată la începutul anului 2012.

## Viața personală
Scherzinger a avut o relație cu vocalistul trupei 311, Nick Hexum,, de care s-a despărțit după trei ani, motivul citat fiind „dificultăți cauzate de programele lor”. Talan Torriero a fost următorul ei partener, cei doi separându-se deoarece Scherzinger voia să se concentreze mai mult pe cariera solo. La premiile MTV Europe Music Awards din noiembrie 2006, cântăreața l-a cunoscut pe Lewis Hamilton, pilotul britanic de Formula 1. Cei doi au de atunci o relație, urmând să se mute împreună. Cuplul a negat zvonurile conform cărora vor să se căsătorească. Scherzinger a compus special pentru această piesă „I Think I’m In Love.”.Pe 21 octombrie 2011, au apărut în presă zvonuri despre despărțirea celor doi.
Aceasta este rudă îndepărtată cu rapper-ul sud coreean, Dok2.

## Filmografie
| An   | Titlu                                                    | Rolul            | Notă                                                     | Referință |
| ---- | -------------------------------------------------------- | ---------------- | -------------------------------------------------------- | --------- |
| 2001 | Popstars                                                 | Ea însăși        | Căștigătoare                                             | [ 60 ]    |
| 2001 | Sabrina, the Teenage Witch: Finally!(#5.22) serial       | Star pop         | Rol minor                                                | [ 61 ]    |
| 2002 | My Wife and Kids: The Kyles Go to Hawaii serial          | Veronica         | Rol minor                                                | [ 61 ]    |
| 2003 | Love Don't Cost a Thing                                  | Fata cu șampania | Rol minor                                                | [ 60 ]    |
| 2003 | Chasing Papi                                             | Miss Puerto Rico | Rol minor                                                | [ 62 ]    |
| 2005 | Be Cool                                                  | Ea însăși        | Rol minor                                                | [ 62 ]    |
| 2007 | The Pussycat Dolls Present: The Search for the Next Doll | Ea însăși        | Emisiune-concurs pentru găsirea celei de-a șaptea membre | [ 61 ]    |
| 2008 | Pussycat Dolls Present: Girlicious                       | Ea însăși        | Emisiune-concurs pentru formarea unei trupe de fete      | [ 61 ]    |

## Discografie
Vezi și Discografia Pussycat Dolls

### Album
- Nelansat: Her Name Is Nicole

### Single-uri
- 2007: „Whatever U Like” (featuring T.I.)
- 2007: „Baby Love” (featuring will.i.am)
- 2007: „Supervillian” (featuring Mad Scientist) (doar pe format digital)
- 2007: „Puakenikeni” (featuring Brick and Lace) (doar pe format digital)

### Killer Love (standard)
- 2010: Poison (featuring RedOne)
- 2011: Don't Hold Your Breath
- 2011: Right There (produced by Jim Jonsin)
- 2011: Wet (featuring Stargate)

### Killer Love (Deluxe)
- 2011: Try With ME
- 2011: Right There (featuring 50 Cent)

### Killer Love (US)
- 2011: Right There (featuring 50 Cent)
- 2011: Don't Hold Your Breath
- 2012: Pretty

### Colaborări
- 2006: „Lie About Us”  (Avant featuring Nicole Scherzinger)
- 2006: „Come to Me”  (Diddy featuring Nicole Scherzinger)
- 2006: Papi Lover  (Daddy Yankee featuring Nicole Scherzinger)
- 2007: „Scream”  (Timbaland featuring Keri Hilson & Nicole Scherzinger)
- 2010: Heartbeat (Enrique Iglesias featuring Nicole Scherzinger)